# Gorica Aćimović
Gorica Aćimović (født 28. februar 1985 i Jugoslavien) er en tidligere østrigsk håndboldspiller, der senest spillede for Hypo Niederösterreich som venstre back, indtil 2018. Hun har siden 2007 haft dobbelt statsborgerskab, da hun også er statsborger i Østrig og dermed spilleberettiget for Østrigs håndboldlandshold.

## Klubhold
Hun begyndte som 12-årig at spille håndbold i RK Borac Banja Luka. 
I sæsonen 2003/04 spillede hun for den franske klub Mérignac Handball. I januar 2005 skiftede hun til mesterklubben Hypo Niederösterreich fra Østrig. I 2007 fik Aćimović statsborgerskab i Østrig, og hun kunne nu spille håndbold som EU-spiller ligesom hun stillede op for det Østrigs håndboldlandshold.
I sommeren 2009 skiftede Gorica Aćimović til Viborg Håndboldklub fra Danmark.

## Landshold
Aćimović har spillet nogle få kampe for Bosnien-Hercegovinas juniorlandshold. Efter hun i 2007 også fik et pas fra Østrig, debuterede hun for Østrigs håndboldlandshold.